# 'O siciliano/Regolamento 'e cunte
'O siciliano/Regolamento 'e cunte, pubblicato nel 1971, è un singolo del cantante italiano Mario Trevi.

## Descrizione
Il disco contiene due brani inediti di Mario Trevi. I brani rientrano nel genere cosiddetto di giacca e di cronaca, ritornato in voga a Napoli durante gli anni settanta, che faranno rinascere il genere teatrale della sceneggiata.

## Tracce
Lato A
- 'O siciliano (Sciotti-Moxedano-Iglio)

Lato B
- Regolamento 'e cunte (Moxedano-Iglio)

## Incisioni
Il singolo fu inciso su 45 giri, con marchio Presence (PLP 5081).
Direzione arrangiamenti: M° Tony Iglio.